# Łozowoje (rejon biełogorski)
Łozowoje (ros. Лозовое) – wieś (ros. sieło) w południowo-wschodniej Rosji, terytorialnie i administracyjnie należąca do rejonu biełogorskiego, w obwodzie amurskim. 
Według danych statystycznych z 2016 roku wieś zamieszkiwało 7 mieszkańców. 